# IBM PS/1

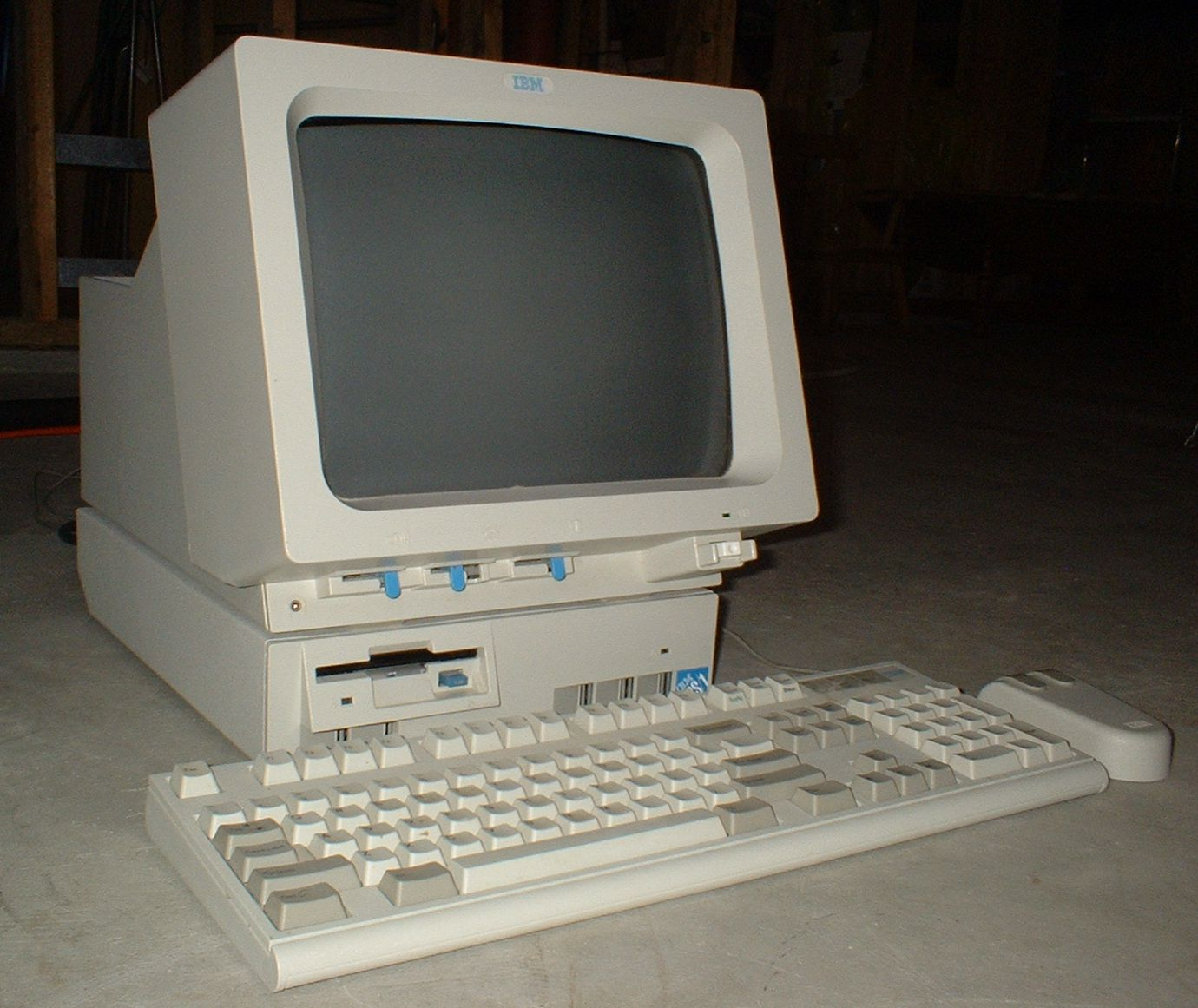
IBM PS/1 modelo 2011.

IBM PS/1 é uma série de computadores pessoais produzidos pela IBM entre os anos de 1990 a 1994, marcando a volta da empresa ao mercado de computadores domésticos cinco anos após o IBM PCjr, a série foi vendida juntamente com a série IBM PS/2 focada em computadores mais poderosos.
O primeiro modelo foi o 2011, ganhando uma série atualizada chamada 2121 em 1992, no mesmo ano também foi lançado a série 2133, em 1993 veio a série 2155, a descontinuação veio com a introdução da série Aptiva.